# 天主教奎托-比耶教區
天主教奎托-比耶教區（拉丁語：Dioecesis Kvitobiensis）是安哥拉一個羅馬天主教教區，屬萬博總教區。
教區成立於1940年9月4日，原稱席爾瓦波爾圖教區，1979年5月16日易名至今。
教區位於比耶省，座堂位於首府奎托。2004年有教友453,347人（佔轄區總人口44.6%）、十一個堂區、十八名司鐸。現任教區主教為若瑟·南比。